# Don Orione
Don Orione é uma localidade do Partido de Almirante Brown na Província de Buenos Aires, na Argentina. Sua população estimada em 2001 era de 43.294 habitantes.